# Comté d'Iron (Wisconsin)
Pour les articles homonymes, voir Comté d'Iron.
Le comté d'Iron est un comté situé dans l'État du Wisconsin aux États-Unis. Son siège est Hurley. Selon le recensement de 2000, sa population était de 6 861 habitants.